# Kanton Toul-Nord
Kanton Toul-Nord (fr. Canton de Toul-Nord) byl francouzský kanton v departementu Meurthe-et-Moselle v regionu Lotrinsko. Tvořilo ho 19 obcí.

## Obce kantonu
- Aingeray
- Boucq
- Bouvron
- Bruley
- Dommartin-lès-Toul
- Écrouves
- Fontenoy-sur-Moselle
- Foug
- Gondreville
- Lagney
- Laneuveville-derrière-Foug
- Lay-Saint-Remy
- Lucey
- Ménil-la-Tour
- Pagney-derrière-Barine
- Sanzey
- Sexey-les-Bois
- Toul (severní část)
- Trondes